# Sericocomopsis
Sericocomopsis é um género de plantas com flores pertencentes à família Amaranthaceae.
A sua distribuição nativa é o nordeste e o leste da África tropical.
Espécies:
- Sericocomopsis hildebrandtii Schinz
- Sericocomopsis pallida (S.Moore) Schinz